# Северноамерички ламантин
Северноамерички ламантин или манати (лат. Trichechus manatus) је најпознатија врста ламантина, као и најкрупнија преживела врста из реда водених сисара, Sirenia (којој припада и дугонг, као и изумрла Штелерова морска крава). На основу генетичких и морфолошких истраживања, манати се деле на две подврсте: на флоридске (T. m. latirostris) и карипске (T. m. manatus) северноамеричке ламантине.

## Изглед
Као и друге врсте морских крава, северноамерички ламантини су се адаптирали морском начину живота, што значи да су им задњи удови закржљали у облику пераја. Просечна јединка је приближно 3 метра дугачка, и тежи између 400 и 600 килограма, с тим да су женке обично крупније од мужјака. Најтежи примерак је имао до 1,500 килограма. Имају дебелу кожу сиве боје, на којој су раштркане длаке које имају улогу у скидању наслага алги.

## Географска распрострањеност
Као и што им име говори, северноамерички ламантини настањују најчешће приобалске, плитке воде око Кариба. Иначе, познато је да подносе велике разлике у салинитету околине у којој живе, тако да су виђани да залазе у плитке реке и естуаре. Ограничени су на тропску и суптропску зону услед веома ниске метаболичке активности и недостатка дебелог слоја изолујућег сала. Током лета, бележена је присутност ових великих сисара на северу Америке, све до Роуд Ајланда.
Флоридски ламантин (Trichechus manatus latirostris) је крупнија подврста ових морских сисара. Најчешћи су у водама око југоисточног дела САД, претежно Флориде. Могу се пронаћи у слатководним рекама, око естуара, и у приобалним водама Мексичког залива и Атлантског океана.
Карипски ламантин (Trichechus manatus manatus) је друга подврста северноамеричких ламантина и широко је присутан око Карипског мора и Атлантског океан - северно од Мексика на југу до Бразила. Током историје, карипски или антилски ламантини су били ловљени од стране локалних племена и били продавани европским морепловцима као храна. Данас су обе подврсте угрожене, јер су лак плен криволовцима. Такође, велику опасност представљају риболовачка мрежа и опрема, као и све учесталија бродска активност. На Белизама се налази једна од већих институција за проучавање и заштиту ових морских створења, а неки сматрају да је то последње уточиште за карипску подврсту.

## Понашање и исхрана
Ламантини су изузетно окретни и спретни у средини у којој живе. Поједине јединке су виђане како изводе разне окрете и превртања у води, као и да пливају наглавачке. Нису територијална бића. Немају сложено понашање када је у питању избегавање предатора, с обзиром на то да живе у срединама у којој нема природних грабљивица.
Животни век у дивљини је вероватно дужи од просечних 28 година колико живе у заточеништву.
Одрасле животиње напасу од 9 до 30 килограма морске вегетације и изданака дневно. С обзиром на то да се хране абразивним биљкама, њихови кутњаци се често троше и изнова се замењују новим током живота. Познато је да једу и мале бескичмењаке и рибу.

## Размножавање
Иако женке северноамеричких ламантина најчешће воде усамљенички живот, у време парења се окупљају у мале групе. Већина женки се најуспешније размножава између седме и девете године, али су већ са четири године живота спремне за парење. Трудноћа траје од 12 до 14 месеци. У најнормалнијим условима се рађа једно младунче, иако су забележени ретки тренуци када су се близанци рађали. Млади се рађају са преткутњацима и кутњацима, допуштајући им да се већ са три недеље успешно хране морском храном. Женке најчешће имају младунче на сваких 2 до 5 година. Мајка са младунчетом остаје заједно око 2 године.

## Ламантини и људи
Манати су ловљени стотинама година ради свог меса и коже, а лов је и данас присутан, пре свега у државама Централне и Јужне Америке. Константну опасност представља и туризам, тј. суочавање са моторним елисама и бродовима који су фатални за ове сисаре.